# 藏本孝二
藏本孝二（日语：／ Kuramoto Koji，1951年8月14日—）是一名日本男子柔道运动员。他在1976年蒙特利尔夏季奥林匹克运动会中，参加了男子柔道比赛并获得半中量级银牌。